# Ferran Romeu i Ribot

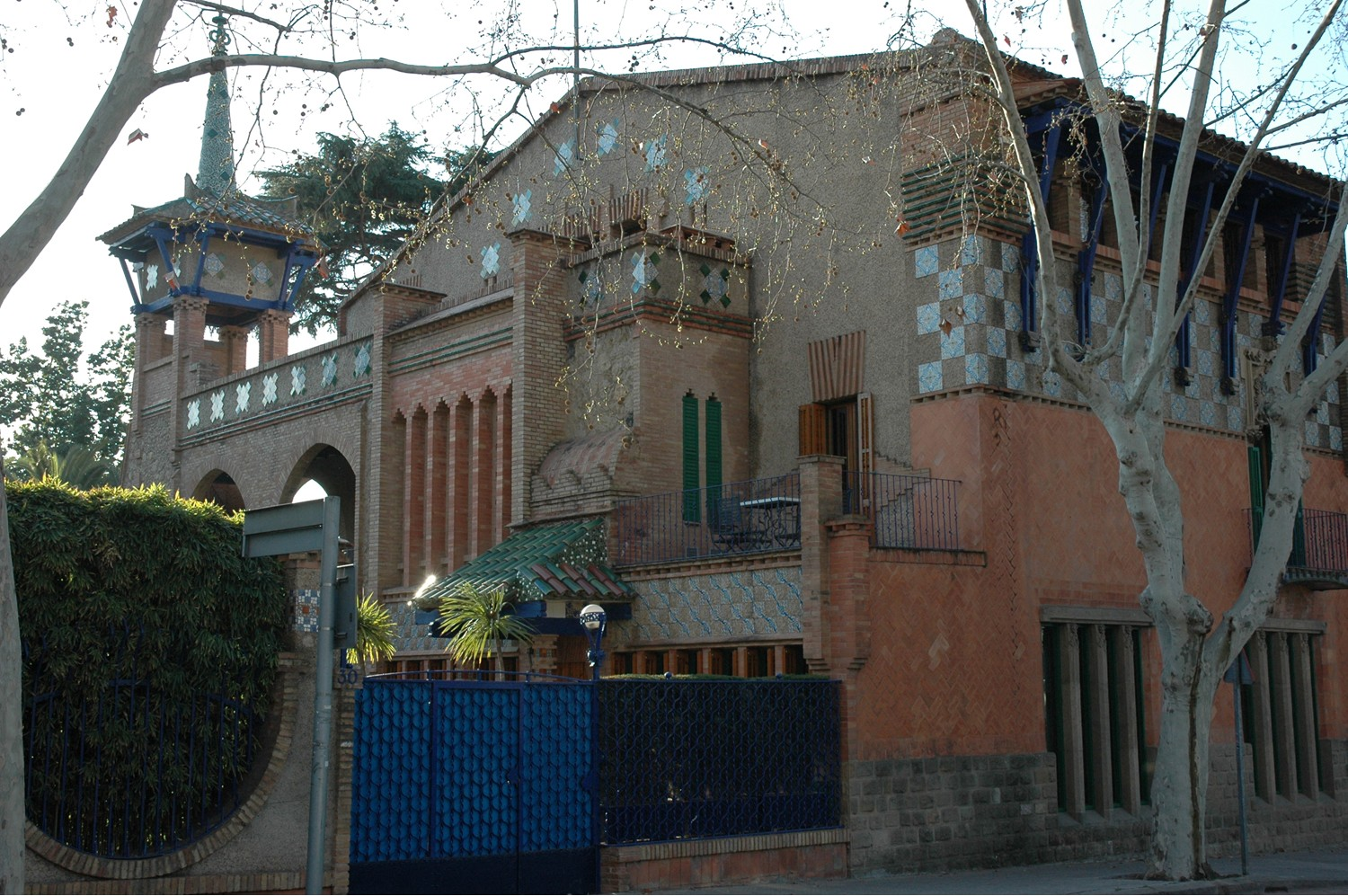
Casa Armet a Sant Cugat del Vallès

Ferran Romeu i Ribot (Barcelona, 6 de desembre de 1862- 1943) fou un arquitecte modernista i urbanista català.
Fill de Jaume Romeu i Dimas, canvista de professió, i Francesca Ribot i Saball naturals de Barcelona. Es titulà el 8 de novembre de 1887 i el 1896, amb l'escultor Pere Carbonell i Huguet, realitzà el monument funerari neogòtic de Cristòfor Colom a Santo Domingo. El 1899 entra com a professor auxiliar de l'Escola d'Arquitectura de Barcelona.
Va ser el responsable de l'últim tram de les obres d'obertura de la Via Laietana entre el carrer Sant Pere Més Baix i la Plaça d'Urquinaona, que van acabar el 1913.
Dins el modernisme construí, entre altres edificis, la casa Conrad Roure (carrer d'Aribau, 155) de Barcelona el 1902, amb visibles influències estructurals del Castel Béranger d'Hector Guimard, i la casa Armet (Avinguda de Gràcia) a Sant Cugat del Vallès el 1898.
Fou coautor el 1917 del Pla General d'Urbanització de Barcelona, conegut com a pla Romeu-Porcel.